# Paspalum phyllorhachis
Paspalum phyllorhachis är en gräsart som beskrevs av Eduard Hackel. Paspalum phyllorhachis ingår i släktet tvillinghirser, och familjen gräs. Inga underarter finns listade i Catalogue of Life.